# GuuGoo
『GuuGoo』（ぐーぐう）は、ピークエンタテインメントが運営、制作、運営しているエンターテインメント動画、情報を配信するオウンドメディアの総称である。
『GuuGooチャンネル』（ぐーぐうチャンネル）についても併せて記載する。

## 概要
ピークエンタテインメントが運営、企画、制作、キャスティング、運営、プロデュースしているエンターテインメント動画を配信するオウンドメディアの総称。

### 表記
「グーグーチャンネル」・「ぐーぐーチャンネル」と表記されることもあるが、公式表記はひらがなで「ぐーぐう」。また、「GooGuu」・「GuuGuu」・「GooGoo」と表記するのは誤り。

## コンテンツ
主なコンテンツを以下に挙げる。

### 現在のコンテンツ
彼の朝をテーマにした俳優、モデル、アーティストなどの写真やショートストーリーを公開する『HiM Films』。
「SNSでバズりたい」とInstagramやTwitterで活動する『みらいじん775号』。デザインは栗原さくらが担当した。
「泣いて笑って食べて寝る。」をコンセプトに、テレビでは見せないような裏側まで見せる、ゆるい進行が売りの動画を配信する『GuuGooチャンネル』。他のGuuGoo関係者がゲスト出演することもある。
フジテレビNEXT・「コアラモード.小幡康裕のガチンコスターダストプラネット」とコラボしてアーティストのリハーサル場面・裏側が見れる『GuuGooMusicチャンネル』。

### 過去のコンテンツ
公式プリモ『日向いおり』がPICTLINKの落書きテクやヘアメイクを紹介する動画を配信する『いおりんスマイルライフ』。2018年3月3日から2019年7月20日まで更新されていた。
「ある家族のなんでもない土曜日」の写真を公開する『第二土曜日』。2018年9月1日から2019年7月12日まで更新されていた。

## 略歴
- 2018年2月2日、Instagram『HiM Films』を配信開始[6][19]。
- 2018年3月3日、アイスム提供[20][注 2]でYouTubeチャンネル『いおりんスマイルライフ』の動画を配信開始[14][20]。
- 2018年8月1日、『みらいじん775号』がInstagramを開始した[21][22]。
- 2018年8月1日、エンタメバラエティ動画メディア『GuuGoo（ぐーぐう）』を開始[23]。
- 2018年8月1日、YouTubeチャンネル『GuuGooチャンネル』内で動画を配信開始[1][11][24]。
- 2018年9月1日、Instagram『第二土曜日』を配信開始[18][25]。
- 2018年10月19日、『みらいじん775号』がTwitterを開始した[9][26]。
- 2019年3月14日、GuuGooチャンネル内で『ばっしょーのいばっしょー!』を配信開始[27]。
- 2019年6月13日、YouTubeチャンネル『GuuGooMusicチャンネル』の動画を配信開始[13][28]。
- 2019年7月12日、Instagram『第二土曜日』更新終了。
- 2019年7月20日、YouTubeチャンネル『いおりんスマイルライフ』更新終了。
- 2019年8月20日、GuuGooチャンネル内で吉村卓也の新番組を配信開始[29]。
- 2019年9月13日、GuuGooチャンネル1周年記念動画を公開[3][30]。
- 2019年12月28日から吉村卓也の番組に武田航平、栄信がレギュラー出演[31][32]。
- 2020年2月16日、GuuGooチャンネルの『DB芸人が素で新年会するとどうなる!?前編』が100万回再生を達成した[4][33]。

## 関係者

### 主なメンバー
HiM Filmsは半月や1ヶ月間で担当者が変更される。担当した人物が多いので一部のみ記載。
| 名前                         | 活動場所                                   |
| ---------------------------- | ------------------------------------------ |
| リュウジ                     | Twitter アイスム GuuGooチャンネル          |
| 日向いおり                   | いおりんスマイルライフ                     |
| 甲斐翔真                     | HiM Films（Instagram）                     |
| 上杉柊平                     | HiM Films（Instagram）                     |
| 赤楚衛二                     | HiM Films（Instagram）                     |
| 古川毅                       | HiM Films（Instagram）                     |
| みらいじん775号              | Instagram Twitter                          |
| R藤本                        | GuuGooチャンネル                           |
| 桜 稲垣早希                  | GuuGooチャンネル                           |
| コアラモード.                | GuuGooチャンネル GuuGooMusicチャンネル     |
| アメフラっシ                 | GuuGooチャンネル GuuGooMusicチャンネル     |
| はちみつロケット             | GuuGooMusicチャンネル                      |
| ばってん少女隊               | GuuGooチャンネル ばっしょーのいばっしょー! |
| 武田航平                     | GuuGooチャンネル タクリエイト              |
| 栄信                         | GuuGooチャンネル タクリエイト              |
| 吉村卓也                     | GuuGooチャンネル タクリエイト              |
| スタジオカドタ               | GuuGooチャンネル                           |
| 虹組キララ                   | GuuGooチャンネル                           |
| 田辺んジョニー（元りかっち） | GuuGooチャンネル                           |
| バッファロー吾郎・竹若       | GuuGooチャンネル                           |
| 野性爆弾・ロッシー           | GuuGooチャンネル                           |
| アイデンティティ・田島       | GuuGooチャンネル                           |
| アイデンティティ・見浦       | GuuGooチャンネル                           |
| ビスケッティ・佐竹           | GuuGooチャンネル                           |

### 主なゲスト
- 三浦春馬[34]

## イベント
- HiM Films 2019（表参道BA-TSU ART GALLERY、2019年8月30日 - 9月1日、3日間開催）[8]